# Eddy Flecijn
Eddy Flecijn (* 6. Oktober 1962, Hamme, Belgien) ist ein belgischer Komponist, Akkordeonist und Bandoneonist. 

## Leben
Flecijn studierte Akkordeon, Harmonielehre und Kontrapunkt am Königlichen Konservatorium von Antwerpen. Anschließend setzte er sein Studium am Lemmensinstitut fort und schloss es dort mit einem Masterdiplom für Komposition bei Willem Kersters und Luc Van Hove ab. 
Er nahm an internationalen Meisterkursen teil und gab in europäischen Ländern Konzerte. Nachdem er in mehreren Ensembles gespielt hatte, arbeitete er als Akkordeonist und Bandoneonist im Sextett Orquesta Atipica und im Trio Vision-On. 
Heute ist er an Musikschulen in St.-Niklaas, Hamme und Dendermonde als Musiklehrer tätig und arbeitet als Gast-Professor am Lemmensinstitut in Leuven. Neben Transkriptionen hat er für Orchester, Akkordeon, Klavier sowie Kammermusik komponiert.

## Auszeichnungen
- Albert De Vleeshouwer-Preis
- Belgische Artistieke Promotie-Preis
- Stad Antwerpen-S.A.B.A.M.
- Premio Internazionale di Composizione: Città di Castelfidardo – 2002 (die Komposition „Acquaviva“ wurde 2004–2005 als Stück für internationale Wettbewerbe der Akkordeon-Solisten auserwählt. Es war das erste Mal, dass eine belgische Komposition diesen Preis erhielt.)
- verDi Keurmerk 2011

## Kompositionen

### Akkordeon Solo
- Method für S.B. und B.B.
- Inventie in D / Toccatina (1987)
- 7 Miniaturen (1987)
- Sonatine (1988)
- Guiterij (1989)
- Dromen (1992)
- Toccata en Fuga (Pflichtwerk für „Axtion Classics“) (1992)
- Varianten (Preis „Albert De Vleeshouwer“) (1993)
- 3 Inventies (1993 & 1998)
- Rotonde (Preis SABAM-„Belgische Artistieke Promotie“) (1994)
- Capriccio (1994–96)
- De Zevensprong (1998)
- Acquaviva (1e Preis international composition championship 2002 in Castelfidardo – Italien) (2002)
- Sporen-Voies-Railways (Pflichtwerk für „Dexia Classics“) (2006)
- Tears (2009)
- 2 Olifanten (2 Elefanten) (Erster Preis „VerDi keurmerk“) (2011)

### Akkordeon-Ensemble
- Concertino (1988)
- Festive Mood (1999)

### Kammermusik mit Akkordeon
- „Een gedreven kunstenaar“ (Akkordeon und Klavier oder Akkordeon-Duo) (1999)
- „Ode aan de doorvliegers van de lucht“ (Flöte und Akkordeon) (1999)
- Duo (Klarinette und Akkordeon) (1999)
- Kwartet „Rapa-nui – Paaseiland“ (Flöte, Akkordeon, Violoncello und Klavier) (2001)
- „… nen tocht in al dat groen …“, Musik auf 5 Gedichte von Guido Gezelle (Bariton, Flöte, Akkordeon, Violoncello und Klavier) (2002)
- A Path of Life (Violine, Flöte, Akkordeon, Violoncello, Kontrabass und Klavier) (2002)
- 3 Duo’s (Akkordeon und Klavier oder Akkordeon-Duo) (2003)
- Hilda – suite (Klarinette und Akkordeon) (2005)
- Concertsuite (Violine, Klarinette und Akkordeon) (2009)
- Toccata (Violoncello und Akkordeon) (2010)
- Spanish Rhapsody (Violine und Klavier/Akkordeon) (2011)
- Sonate (Dudelsack und Akkordeon) (2011)

### Kammermusik ohne Akkordeon
- Variatie op een Vlaams volkslied (Quartett, verschiedene Möglichkeiten) (1993)
- Chorale & Toccata (Brassquintett) (1995)
- The Birds (Flötenquartett) (1997)
- Nachtgesang, a dream with verses of J.W.Goethe (Mezzo-soprano und Klavier) (1997–98)
- Waves of Fire (Flöte, Chor oder Flötenquartett) (1999)
- Dualoog (Viola und Violoncello) (2001)
- Triatlon: zwemmen (Trio für Trompete, Horn, Posaune oder Klarinette) (2001)
- From the Wood (Flöte und Schlagzeug) (2003)
- „Een bloem langs onze weg …“ (Klarinette und Klavier) (2003)
- Ballade (Violoncello und Klavier) (2004)
- In a Hurry (Flöte, Klarinette, Schlagzeug, Klavier, Violine, Viola und Violoncello) (2007)
- 2 Jokes (Violine, Violoncello, Klavier, Kontrabass und Streicher) (2007)
- Squeezebox quintet (Streicher) (2012)

- Concerto für Recorders, Marimba und Streicher (oder Streichquintett) (1997)
- Microcosmos, für Symphonieorchester (1998)
- Metamorphoses, Concerto für 2 Akkordeons und Symphonieorchester (2006)

### Klavier Solo
- Polyphone Labyrinth (2002)

### Chor
- Milonga (Chor, Bandoneon und Klavier) (2012)